# Кадок Мудрый
Кадок Мудрый (валл. Cadog Ddoeth; убит в 577 или 580 году) — сын Гвинлиу, правителя Гвинлуга. Почитается как святой в католической и Русской православной церквях. Дни памяти в католической церкви — 21 сентября, 25 сентября в Кардиффе, в третье воскресенье сентября на французском острове Сен-Кадо (фр. Ile de St Cado), а также 24 января в иных местах.

## Биография
Кадок был одним из самых почитаемых валлийских святых. Он был крещен ирландским священником Татиу, а впоследствии направлен для обучения в монастырь Кайрвент. Повзрослев, Кадок стал странствовать по Уэльсу и в конце концов пришёл в Пенихен. Дядя Паул принял его и позволил основать монастырь Лланкарван. Посвятив несколько лет обустройству аббатства, Кадок уехал в Ирландию к священнику Картагу.
Несколько лет спустя Кадок вернулся в Уэльс в сопровождении друзей и сподвижников. Они обосновались в Лланспидиде, в Брихейниоге, где Кадок начал изучать латынь под руководством италийца Брахана. Рассказывают, что когда в Уэльсе свирепствовал голод, Кадок спас своих соратников, наблюдая за мышью, нашедшей тайник с зерном. Вскоре король Брихан позволил внучатому племяннику построить в Лланспидиде церковь, настоятелем которой был сделан Брахан, а сам Кадок удалился в монастырь Ллангадог в Диведе. Однажды этот монастырь ограбила банда под предводительством Сауила, изгнанного короля Пика. Монахи преследовали налетчиков и догнали их на привале. Они состригли волосы с голов спавших грабителей, а, когда те проснулись, монахи укрылись на болотах, в которых все разбойники утонули. Когда же Кадок счел нужным вернуться в родной Лланкарван, то нашёл его в совершенном запустении. Постройки разрушились, а все монахи разбежались. С помощью друга Финнана Кадок восстановил монастырь, сделав Финнана аббатом.
Узнав о смерти престарелого отца, Кадок вернулся в Гвиннлуг, чтобы занять трон. Через несколько лет он получил по завещанию Паула, его земли, объединив в своих руках большую часть Глиуисинга. Однако исполнение обязанностей светского государя не заставило Кадока сойти с избранного в юности пути. Король-монах отправился на север Уэльса, чтобы проповедовать там учение Христово. Своим заместителем в Лланкарване он оставил Гильду Мудрого, а по возвращении исполнил просьбу друга, основав монастырь на могиле его отца Кау.
Спасаясь от эпидемии чумы, поразившей Уэльс, Кадок отправился в Бретань. Во время отсутствия он узнал о синоде в Лландеви Бреви, на котором архиепископом Уэльса был избран Давид, с которым Кадок был не в ладах. Согласно преданию, вместо того, чтобы вернуться в Уэльс, Кадок отправился в паломничество в Рим и Иерусалим.
По возвращении на родину Кадок вступил в конфликт с Майлгуном Гвинедским, пытавшимся обложить данью Гвинллуг. Майлгун был готов пойти войной на соседнее королевство, но Кадок сумел усмирить его. Затем на Гвинллуг напал Райн Краснолицый, дядя Кадока, но был побежден и сохранил жизнь только из-за родства с ним.
Вторжение повторил Маредид ап Райн, упоминается в «Жизни Св. Кадога» как Маргедуд, правитель Рейнуга. Он пришёл с сильной армией, чтобы властвовать над страной. Он приказал своим людям собирать добычу, и они окружили сто волов. Среди них был толстый бык, принадлежавший горожанам Святого Кадока. Солдаты зарезали его для еды, но отказывались приготовить. В результате король приказал вернуть всех волов своим хозяевам, которые хвалили Бога за его драгоценного слугу Кадока. Больше нет упоминаний о Маредиде. По мнению Питер Бартрума, нет никаких других указаний на то, что это произошло во время жизни Святого Кадока, так что это событие не может быть датировано. Рейнуг, вероятно, является регионом, в том числе, или частью Брихейниога.
Наследник Гливисинга, Кадок правил некоторое время, прежде чем посвятить все свое время религиозной жизни и передать королевство своего деда своей тёте Дифуне и её мужу Мейригу.
В 564 году он присоединил владения своего последнего дяди Петрока. В том же году он вновь посетил Ирландию и Лланкарван, власть в котором передал ученику Энлли. Затем он направился на восток, где был избран настоятелем монастыря в Калхвинеде. Благодаря его энтузиазму монахи подняли из руин город Баннавента. В благодарность за помощь Кадок был избран первым епископом города. 24 января 580 года на Баннавенту напали саксы и закололи Кадока копьем прямо в церкви. Много лет спустя его тело было перезахоронено в Лланкарване.